# Ризька автобусна фабрика

Ризька Автобусна Фабрика, РАФ (латис. Rīgas Autobusu Fabrika, RAF) — завод у Латвії з виробництва мікроавтобусів.

## Історія

### Створення заводу
У 1949 р. на базі «Ризького авторемонтного заводу № 2» (РАРЗ № 2), який розташовувався в колишніх майстернях Деіцманіса і Потрекі на вул. Тербатас, був створений «Ризький завод автобусних кузовів» (РЗАК). Завданням заводу було виробництво середніх автобусів.
У 1951 р. РЗАК був об'єднаний з «Ризькою експериментальною автомобільною фабрикою» (РЕАФ).

### Перші ризькі автобуси
У 1953 р. завод випустив перші 25 автобусів РАФ-651. Капотний РАФ-651 був копією горьківського автобуса ГЗА-651 на вантажному шасі ГАЗ-51, вміщував 25 пасажирів і мав 16 місць для сидіння.
10 червня 1954 року наказом міністерства автотранспорту завод був реорганізований в «Ризький дослідний автобусний завод», але вже 30 вересня 1954 року знову перейменовано — і цього разу отримав остаточне ім'я: «Ризька Автобусна Фабрика» (латис. Rīgas Autobusu Fabrika).
У 1955 році був налагоджений випуск автобусів власної розробки. Новий автобус РАФ-251 також базувався на шасі ГАЗ-51, але вже мав вагонну компоновку.
Міський автобус РАФ-251 мав в салоні дві двостулкові двері з пневматичним приводом, вміщав 28 пасажирів (21 сидіння). Крім базового варіанту, випускалися службові автобуси РАФ-251С (в салоні 1 розкривні двері, 27 сидінь) і вантажнопасажирський РАФ-251Т (ззаду засклені двостулкові двері і вантажна секція).
Автобуси РАФ-251 випускалися до 1958 року (всього виготовлено 1460 штук), потім його змінив модернізований варіант, що отримав власний індекс — РАФ-976.

### Мікроавтобуси

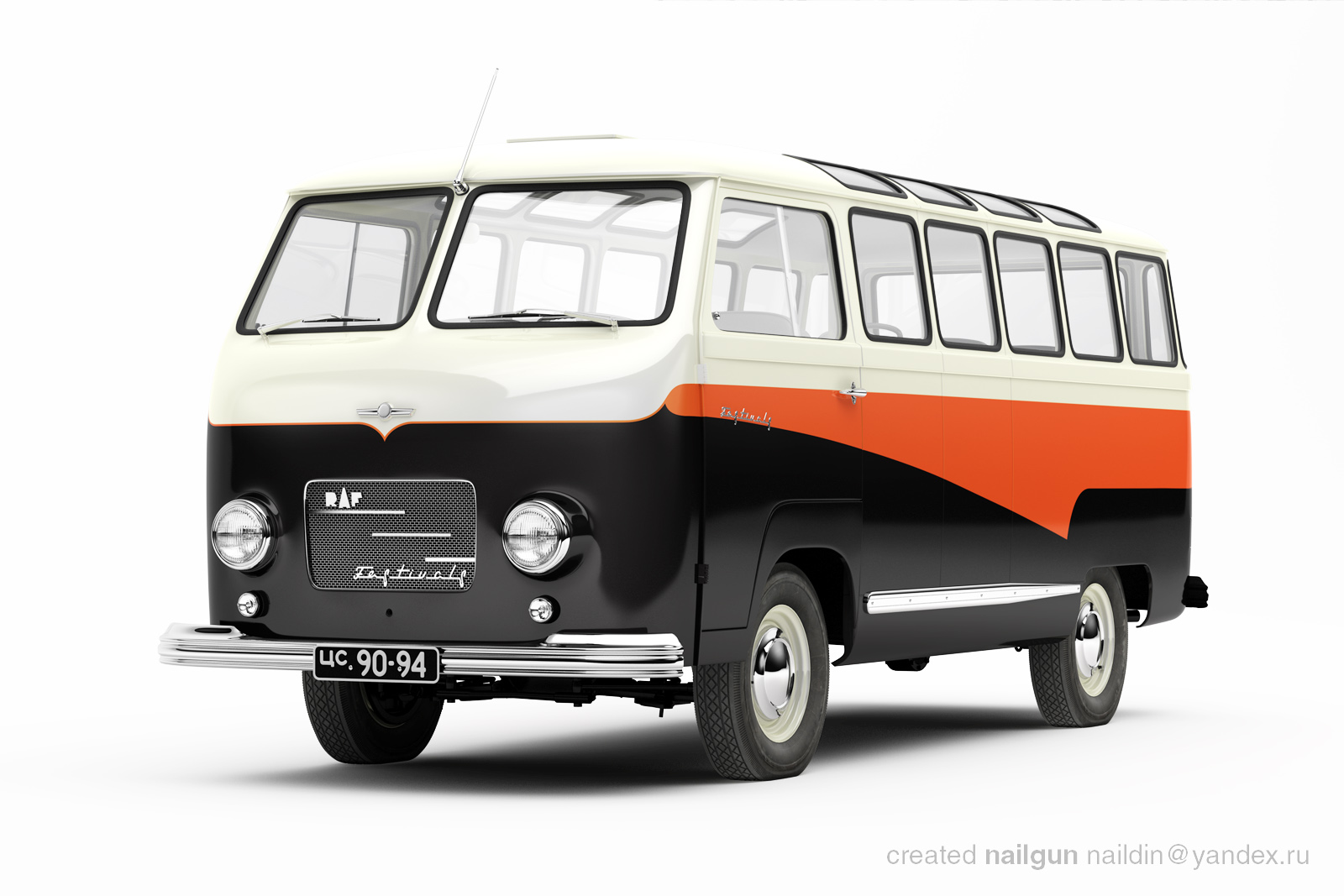
RAF-10 Festivals Пізня модифікація. Тривимірна модель

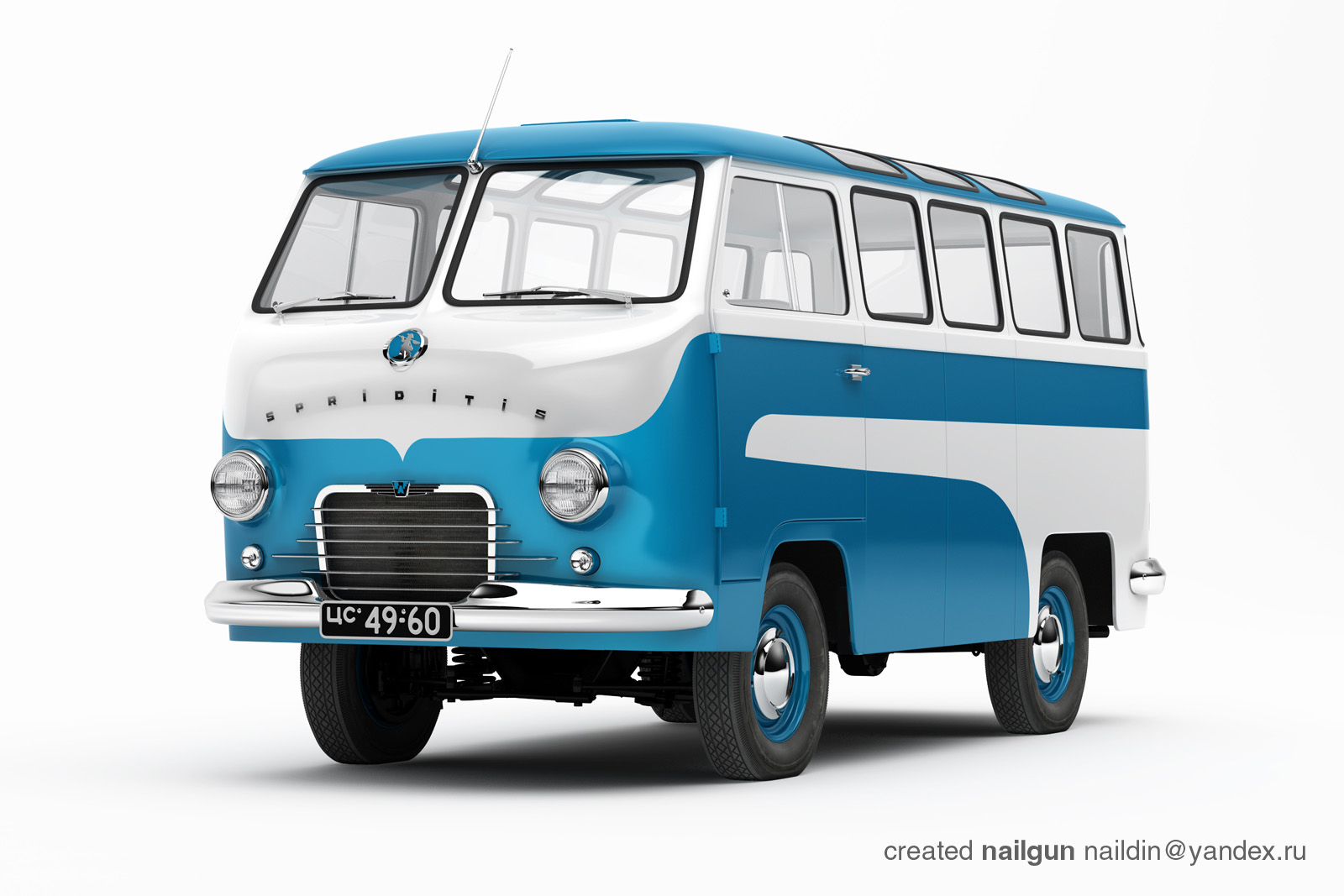
RAF-8 Spriditis. Тривимірна модель

У 1957 році співробітники РАФ познайомилися з мікроавтобусами Фольксваген і вирішили організувати виробництво мікроавтобусів у Ризі. Головний інженер Лаймонс Клег (латис. Laimonis Klege), конструктори Я. Осітіс (латис. J. Ositis), Г. Сілс (латис. G. Sils) і ще 4 ентузіасти в ініціативному порядку створили перший мікроавтобус РАФ-10.
На честь VI Всесвітнього фестивалю молоді та студентів у Москві, РАФ-10 отримав ім'я «Фестиваль» (латис. «Festivāls»). РАФ-10 був побудований на платформі легкового автомобіля ГАЗ-М20 «Перемога», мав вагонну компоновку, сталевий тримальний кузов і 10 посадкових місць (звідси індекс моделі).
Первісна конструкція кузова викликала багато нарікань і в 1958 році у була змінена. Машина також отримала двигун від ГАЗ-21 «Волга». 20 листопада 1958 року завод приступив до серійного випуску мікроавтобуса РАФ-10 «Фестиваль», до кінця року було виготовлено 11 екземплярів.
У тому ж 1958 році у був розроблений мікроавтобус РАФ-08 «Спрідітіс» (латис. Sprīdītis, «Хлопчик-мізинчик») на шасі легкового автомобіля «Москвич-407». Після доробок, малюк планувався до запуску в серію в 1960 році під індексом РАФ-978, однак проєкт було закрито невдовзі після випуску невеликий промислової партії, щоб звільнити виробничі потужності для РАФ-977.

### РАФ-977 «Латвія»

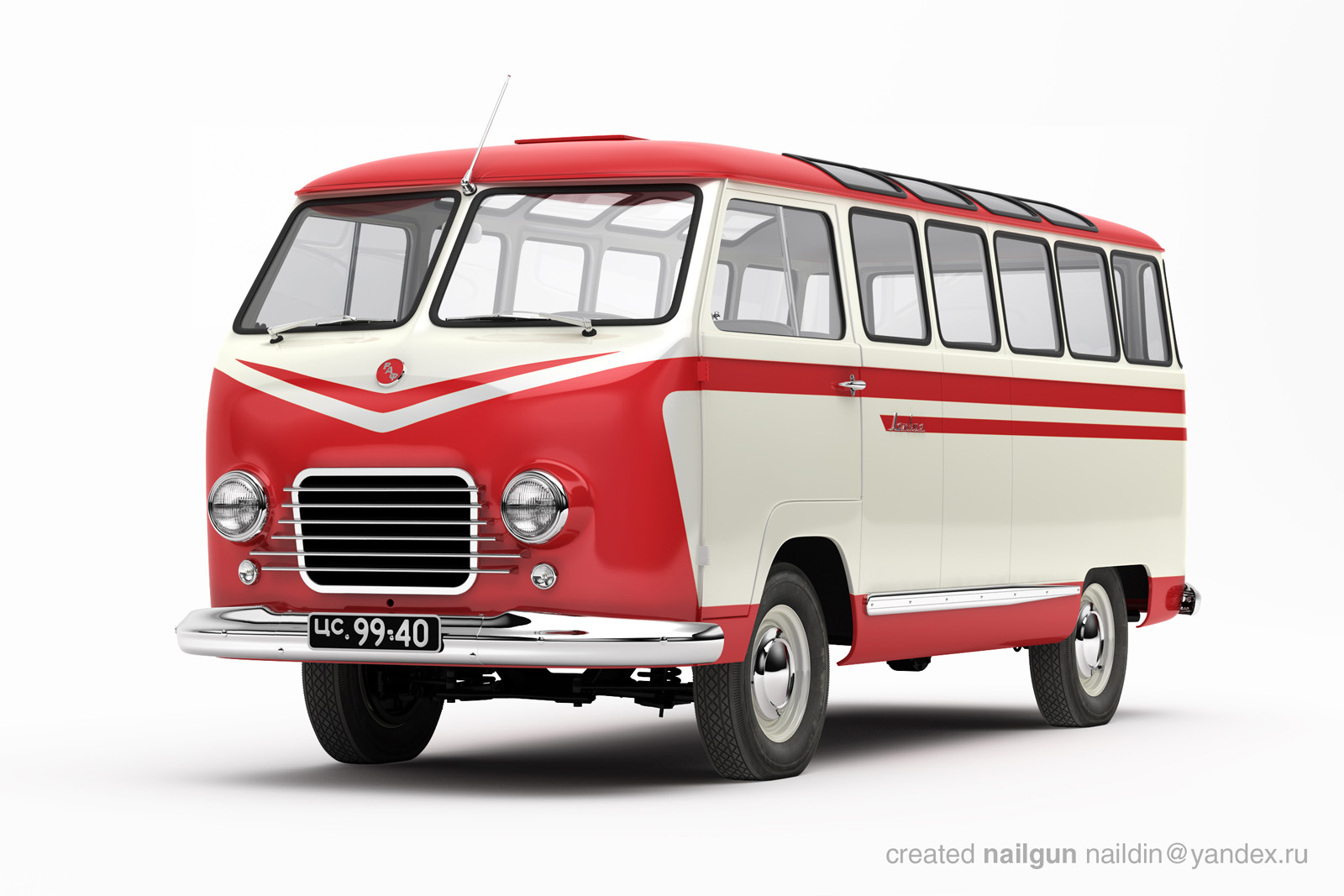
RAF-977 Латвія. Перша серія. Тривимірна модель

Досвід, накопичений при розробці та доведенні РАФ-10 і РАФ-08, реалізувався в моделі РАФ-977 «Латвія» (латис. «Latvija»), побудованої на шасі легкового автомобіля ГАЗ-21 «Волга». У 1958 році випущені перші 10 примірників, з 1959 р. розгорнуто повномасштабне серійне виробництво.
У 1960 р. машини першого покоління були змінені модернізованими РАФ-977В.

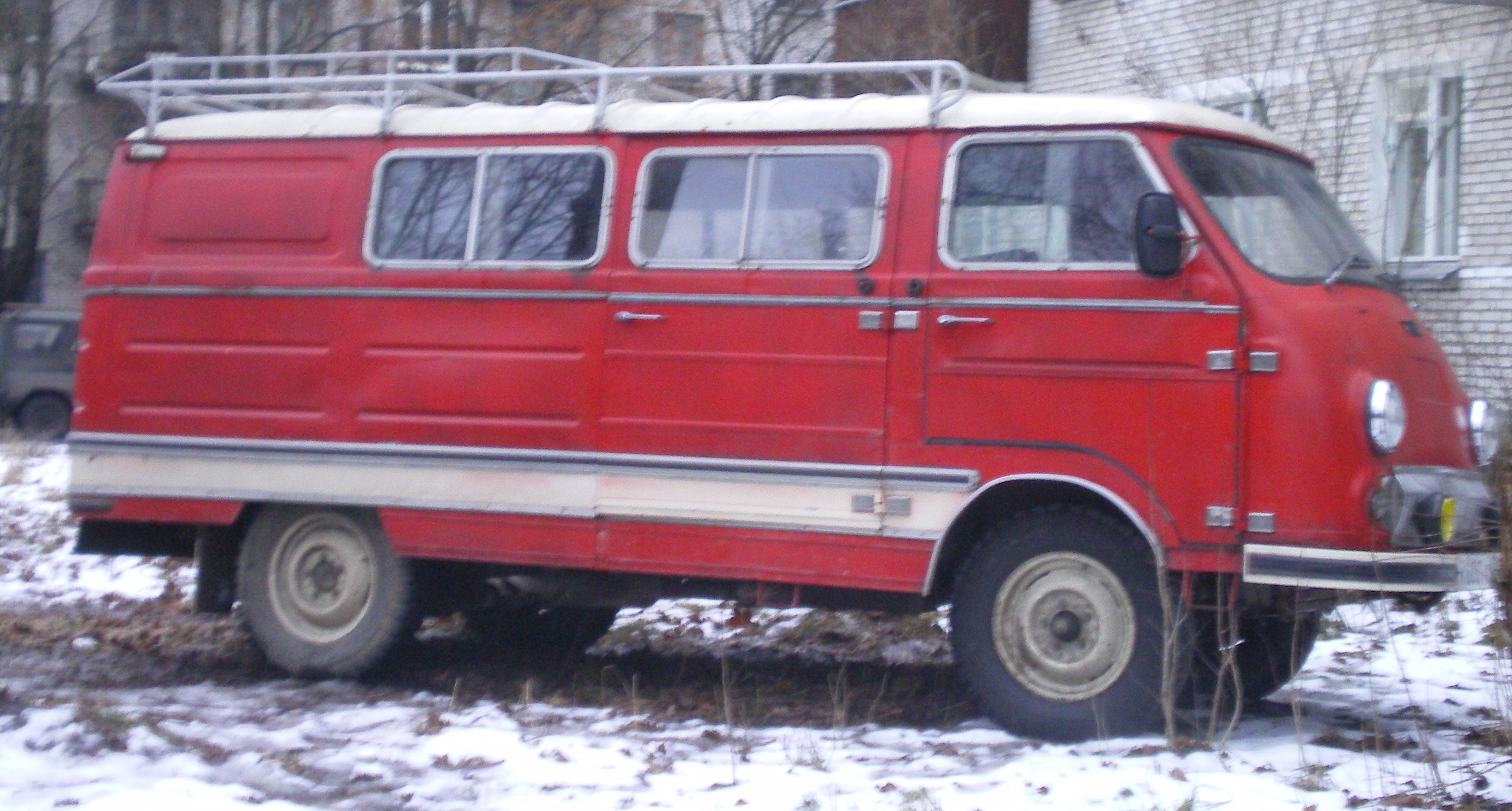
РАФ-977.

З 1961 року виробництво мікроавтобусів було перенесено на вул. Дунтес. Цехам на вул. Тербатас було повернуто статус «Ризького авторемонтного заводу № 2» (РАРЗ № 2) — при цьому там тривало виробництво автобусів на шасі ГАЗ-51А.
На новому майданчику був початий випуск моделі РАФ-977Д, що отримала повністю новий і більш технологічний у виробництві кузов.
На базі РАФ-977Д була підготовлена серія розвізних фургонів РАФ-977К, вантажопідйомністю 850 кг. Пробна партія була випущена в 1962 році. Потужності РАФа не дозволили розгорнути їх виробництво, і в 1966 році модель передали в Єреван (Вірменія), де було спеціально для цього збудовано новий завод ЕрАЗ.
У 1962 р. збірка РАФ-977Д була налагоджена в Луганську на Луганському авторемонтному заводі під найменуванням ЛАРЗ-977 «Луганськ». Було випущено кілька десятків машин.

### РАФ-2203 «Латвія»

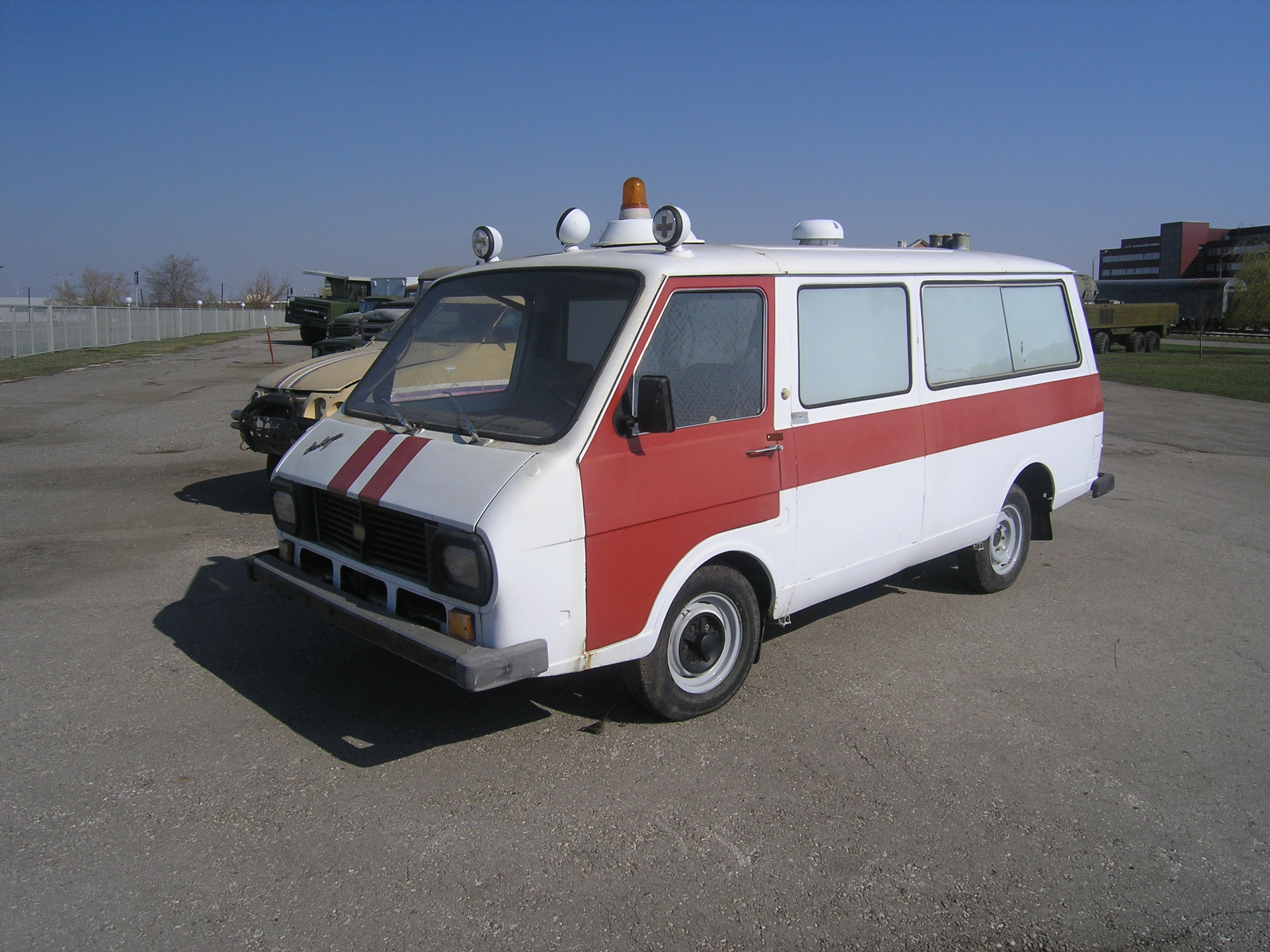
РАФ-22031-01.

У 1976 р. у в місті Єлгава під Ригою був введений в дію новий завод, розрахований на виробництво 17 тис. автомобілів на рік. Тут почалося виробництво 11-місцевих мікроавтобусів РАФ 2203 «Латвія» на агрегатах ГАЗ-24 «Волга».
На його базі випускалося безліч модифікацій, а фінська компанія Tamro створила реанімаційний автомобіль. У 1980-і роки на ВДНГ в Москві працювали екскурсійні автопоїзди на базі РАФ-2203.

### Перебудова, вибори директора РАФ
До 1986 року зниження якості продукції РАФ викликало в СРСР громадський резонанс, що спричинив за собою відставку колишнього керівництва заводу.
У дусі реформ перебудови, в 1987 р. призначенням нового директора передували його вибори колективом заводу зі списку запропонованих кандидатів. У виборах переміг Віктор Боссерт. Боссерт обіймав посаду директора РАФ до 1990 р.

### Пострадянський період
6 вересня 1991 року РАФ реорганізувався в акціонерне товариство. У тому ж році, дещо раніше, Латвія стала незалежною, настав кінець радянської планової економіки.
На РАФі починається випуск малотоннажних комерційних автомобілів. Першим стала двомісна бортова вантажівка РАФ-33111 вантажопідйомністю 1 т. На його базі випускався широкий спектр моделей: розвізних фургонів (у тому числі з ізотермічними кузовами), 2-х місцевих та 5-ти місцевих пікапів. Найвдалішою моделлю цього напрямку виявилась бортова вантажівка з 5-містною дворядною кабіною РАФ-3311, виробництво якого тривало до 1996 р. Хорошим попитом користувалася заводська модифікація мікроавтобуса РАФ-22038-02, як маршрутного таксі. У 1995 р. споживачам була запропонована нова версія маршрутного таксі: 12-місне, з високим дахом — модель РАФ-22039.
Одночасно завод готував заміну двадцятирічної конструкції РАФ-2203. З кінця 80-х, за участю знаменитої в той час англійської фірми «Інтернейшенл Аутомотив дизайн» (англ. International Automotive Design, IAD), велася розробка нової моделі РАФ-М1 «Роксана». 20 вересня 1991 р. концепт був представлений IAD в Англії, а в 1992 році дослідний екземпляр під назвою «РАФ-1» з'явився на виставці «Автотехніка» в Москві. Модель не була доведена до серії через відсутність інвестора.
20 грудня 1993 р. РАФ продемонстрував новий мікроавтобус РАФ-М2 «Стілс» (латис. Stils, «Стиль»). Передньопривідний «Стілс» мав ефектний дизайн і прогресивну конструкцію, однак завод також не зумів знайти інвестора для його серійного виробництва.
Після розгортання в березні 1996 р. на ГАЗі масштабного виробництва мікроавтобусів сімейства ГАЗ-3221 «ГАЗель», які по багатьох параметрах перевершували вироби РАФ, експорт латвійських мікроавтобусів до Росії стрімко зійшов нанівець.
За іронією долі, останнім автомобілем РАФ, створеним за російським замовленням, став автомобіль для перевезення покійних РАФ-2926 (конструктивно це ізотермічний фургон на базі РАФ-3311). Партія з 21 такої машини була придбана московською службою швидкої допомоги.
З 1996 р. РАФ намагався увійти до альянсу з ГАЗ як автоскладальне виробництво для спеціальних версій «ГАЗелей», проте угода була блокована урядом Латвії з політичних міркувань.
У 1997 р. виробництво РАФа зупинено. Власники заявили про банкрутство в 1998 р. Станом на 2010 р. велика частина виробничих корпусів зруйнована, на їх місці знаходяться орендовані торговельні площі.